# Eisenbahnunfall von Harpalganj
Der Eisenbahnunfall von Harpalganj war ein Bombenanschlag am 28. Juli 2005 auf den Shramjeevi Express im indischen Bundesstaat Uttar Pradesh, bei dem 14 Menschen starben.

## Ausgangslage
Der Shramjeevi Express war zwischen Rajgir und Neu-Delhi unterwegs. Zwei junge Männer ließen einen Koffer zurück, als sie den Zug unterwegs verließen. In dem Koffer befand sich eine Zeitbombe.

## Anschlag
Als der Zug den Bahnhof Harpalganj um 17:15 Uhr durchfuhr, explodierte die Bombe in der Toilette eines Wagens und setzte ihn in Brand. Als Sprengstoff war Hexogen verwendet worden, ein militärischer Sprengstoff, der auch schon zuvor bei terroristischen Anschlägen in Indien eingesetzt worden war. Ausgelöst wurde die Explosion über einen Zeitzünder. Die durch Eisenbahner sofort vollzogene Notbremsung verhinderte, dass der Zug entgleiste und noch mehr Menschen zu Schaden kamen.

## Folgen
9 Menschen starben sofort, 5 weitere später an den Folgen der erlittenen Verletzungen, 62 wurden darüber hinaus verletzt. Rettungskräfte waren sehr schnell zur Stelle und konnten den brennenden Wagen löschen.
Nach offiziellen Angaben soll das Students Islamic Movement of India (SIMI) für den Anschlag verantwortlich gewesen sein, auch wenn die Täter zunächst nicht dingfest gemacht werden konnten. Der gleichen Gruppe wurde auch das Eisenbahnattentat von Rauzagaon am 14. August 2000 zur Last gelegt.

## Prozess und Verurteilungen
Insgesamt wurden sieben mutmaßliche Täter wegen des Anschlags angeklagt, darunter Obaid-ur-Rehman und Roni, die von einem Distriktgericht in Uttar Pradesh 2016 zum Tode verurteilt wurden. Ein weiterer Angeklagter verstarb während der Verhandlungszeit und zwei erwiesen sich als unauffindbar.
Ab dem 22. Dezember 2023 wurden erneut zwei mutmaßliche Täter vor dem Distriktgericht in Uttar Pradesh angeklagt. Die zwei Männer aus Bangladesch und Westbengalen, Hilaluddin und Nafiqul Biswas, wurden am 3. Januar 2024 des Anschlags auf den Zug schuldig gesprochen und wegen Mordes, versuchten Mordes und wegen Verstoßes gegen das Sprengstoffgesetz ebenfalls zum Tode verurteilt. Außerdem verhängte das Gericht gegen beide Männer eine Geldstrafe in Höhe von 500.000 Rupien.

## Weiter Wissenswert
Bereits am 12. Mai 2002 starben 11 Menschen und weitere 47 wurden verletzt, als 13 Wagen des gleichen Zugs beim Bahnhof Mehrawana, ebenfalls in Uttar Pradesh entgleisten, weil Schienenbefestigungen gelockert worden waren.